# Alfred Gruenther
Alfred Maximilian Gruenther (né le 3 mars 1899 à Comté de Platte, Nebraska - mort le 30 mai 1983 à Washington DC) est un officier supérieur de la US Army, et président de la Croix-Rouge américaine entre 1957 à 1964. 
À cinquante-trois ans, il est devenu le plus jeune général quatre étoiles de l'histoire de l'armée américaine. Il succède au général Matthew Ridgway au poste de commandant suprême des forces alliées en Europe (SACEUR) de l'OTAN, de 1953 à 1956.

## Biographie

### Carrière militaire
Fils de Mary « Mayme » Shea, institutrice, et de Maximilian Gruenther, rédacteur en chef du journal local Platte Center Signal, il a fréquenté la St. Thomas Academy de Saint Paul, Minnesota. 
En juin 1917, il entre à l'Académie militaire de West Point et après avoir étudié pendant dix-neuf mois, il obtient son diplôme tôt en raison de la guerre, le 1er novembre 1918, avec un rang de quatrième dans une classe de 277. Il est nommé sous-lieutenant dans l'artillerie de campagne, mais après l'armistice, il fut rappelé à West Point pour terminer sa formation et obtint son deuxième diplôme en juin 1919.
Jusqu'en mai 1935, date à laquelle il a été promu capitaine, il a exercé diverses fonctions, dont l'enseignement des mathématiques, de l'électricité et de la chimie à West Point pendant huit ans.
En septembre 1941, Gruenther, devenu major, participe aux manœuvres de l'armée de Louisiane (en), les plus grands exercices de guerre depuis la Première Guerre mondiale. Près de 400 000 soldats sont impliqués. Sa performance a été remarquée par le chef d'état-major du Army Ground Forces, le lieutenant-général Lesley McNair.
En octobre 1941, Gruenther est promu lieutenant-colonel et devient chef d'état-major adjoint puis chef d'état-major de la Troisième armée en tant que colonel sous les ordres du lieutenant-Général Walter Krueger, dont le siège est à San Antonio, au Texas. Le commandant direct de Gruenther était Dwight D. Eisenhower.

### Seconde Guerre mondiale
Gruenther était conseiller et planificateur auprès des généraux de haut niveau pendant la Seconde Guerre mondiale. 
Il possédait un fort pouvoir de raisonnement analytique avec une capacité à la fois de détail et de perspective globale, c'est la raison pour laquelle ses collègues l'appelaient The Brain (c'est-à-dire : le cerveau). 
En 1942, il est promu général de brigade et devient chef d'état-major adjoint du quartier général des forces alliées à Londres sous le commandement du général Eisenhower, qui lui confie le développement de l'opération Torch. 
Un an plus tard, il a été promu général de division et a été chef d'état-major de la Cinquième armée et du 15e groupe d'armées sous le commandement du général Mark Wayne Clark.
Alfred Gruenther fut le principal planificateur des invasions alliées de l'Afrique du Nord en 1942 et de l'Italie en 1943.

### Après-guerre
Après la fin de la Seconde Guerre mondiale en 1945, Gruenther a été commandant adjoint des forces américaines en Autriche. En 1946-1947, il est nommé commandant adjoint du National War College, récemment créé.
En 1947, il a été Directeur de l'état-major interarmées (en) puis chef d'état-major interarmées en 1947-1949. 
En 1949, il a été promu au grade de lieutenant-général et a été chef d'état-major adjoint de l'armée américaine pour les plans et les opérations. 
En 1951, Gruenther est promu général quatre étoiles et nommé chef d'état-major du Quartier général suprême des puissances alliées en Europe (COFS SHAPE) sous le commandement du général Eisenhower, qui devient le Commandant suprême des forces alliées en Europe (SACEUR). Il a continué à servir sous le commandement du général Matthew Ridgway et l'a remplacé plus tard en tant que SACEUR. Du 11 juillet 1953 au 20 novembre 1956, il était commandant suprême des forces alliées (SACEUR / USCINCEUR).  
Le 31 décembre 1956, Gruenther prend sa retraite de l'armée.

## Distinctions

### Décorations
Il a recu des décorations de plus de 20 nations 
- Army Distinguished Service Medal
- Grand-croix de la Légion d'honneur Le président René Coty lui remet l'insigne de la grand-croix le 16 décembre 1954[2]
- Grand-croix de l'ordre du Mérite de la République fédérale d'Allemagne.

### Honneurs
Il a reçu plus de 38 doctorats honoris causa, dont Harvard, Yale et Columbia